# Walsberg
De Walsberg is een wijk van de plaats Deurne in de gemeente Deurne, in de Nederlandse provincie Noord-Brabant.
Walsberg, in het verleden geschreven als Wasberg was een eenvoudig gehucht gelegen op een dekzandrug aan de noordzijde van de Bakelse Aa of Vlier, grenzend aan de gronden van het Groot Kasteel en Klein Kasteel. De oudste schriftelijke vermelding stamt uit 1340. Vanaf 1803, als de naam op de Tranchotkaart als Walsberg wordt geschreven, verschijnt voor het eerst een letter 'l' in de naam. Het zou echter tot ver in de twintigste eeuw duren voordat de spelling met de 'l' officieel zou worden. Oudere inwoners spreken ook nu nog van de Wasberg.

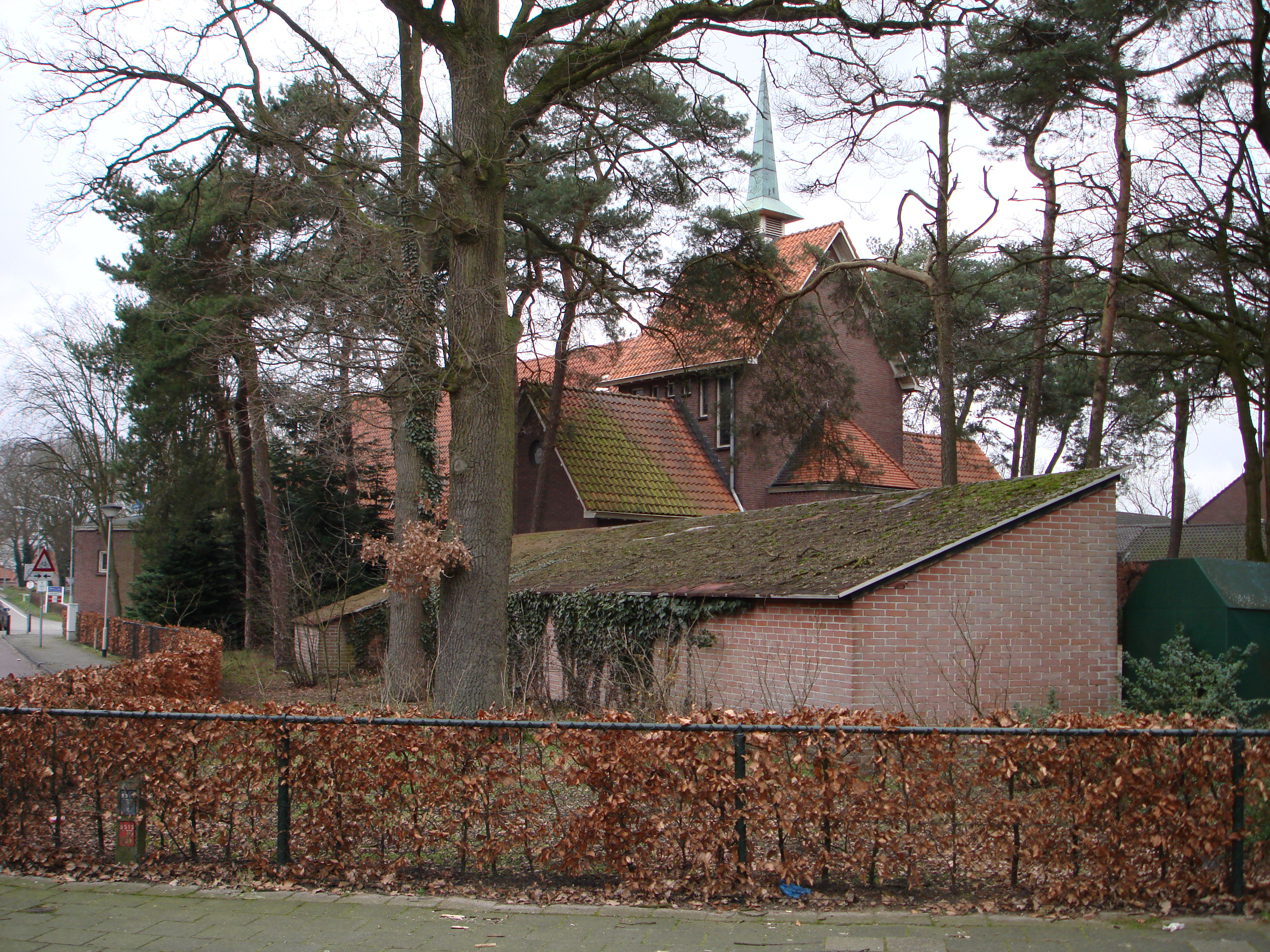
De kerk van Walsberg, de foto toont het koor van de kerk

Behalve de dekzandrug met bewoning bestond de buurtschap voornamelijk uit natte heidevelden en een enkele verstuivingsgevoelige rug. Op die verstoven dekzandrug werd in de zeventiende eeuw door de heer van Deurne, destijds Rogier van Leefdael, een konijnenwarande aangelegd om op klein wild te kunnen jagen. De straat Warande grenst aan dat voormalige jachtterrein.
De buurtschap begon aan het eind van de negentiende eeuw fors te groeien, toen de heidevelden aan de oostzijde van de nederzetting werden ontgonnen en zich daar nieuwe landbouwbedrijven konden vestigen. De uitbreiding leidde tot de oprichting van een rectoraat in de jaren dertig. In de periode 1932-1935 verrees een eenvoudige kerk, een van de oudst bewaarde ontwerpen van architect Cees Geenen. Het rectoraat werd in de jaren vijftig omgezet in een zelfstandige parochie met de heilige Gerardus Majella als patroon. Bij de kerk uit 1935 werd toen een gemeenschapshuis gebouwd, het Gerardushuis. Op de beboste verstoven dekzandrug van Walsberg, en in de naaldbossen daaromheen, werd vanaf de jaren vijftig een villawijk aangelegd.
Walsberg is anno 2018 nog steeds een zelfstandige gemeenschap die echter, wellicht zelfs meer dan de vergelijkbare dorpsdelen Sint-Jozefparochie en Zeilberg, leunt op de voorzieningen van de hoofdkern Deurne. Toch bestaan er nog enkele verenigingen in de Walsberg. De parochie werd in 2005 opgeheven en vanwege teruglopend kerkbezoek werd daarna ook de kerk gesloten. Op 15 november 2009 werd de laatste H. Mis in de Gerardus Majellakerk gevierd. Er werd daarna gezocht naar een niet-commerciële herbestemming voor de kerk, om sloop te voorkomen.

## Naam
In tegenstelling tot wat Hendrik Ouwerling dacht, heeft de naam Walsberg niets te maken met het toponiem Wolfsberg, de naam van een dekzandrug ten zuiden van de kern van Deurne. Het landhuis dat tussen de kasteeltuin van het Groot Kasteel en de Walsberg werd gebouwd, draagt dankzij dit misverstand de naam Wolfsberg.